# Andrea Vargas
Andrea Carolina Vargas Mena (Santiago, Puriscal; 28 de mayo de 1996) es una atleta costarricense. Su especialidad es la prueba de 100 m vallas, y en su carrera deportiva ha logrado medallas de oro en Juegos Panamericanos –la primera para una mujer costarricense en el atletismo– y también en Juegos Centroamericanos y del Caribe y el campeonato iberoamericano. Tiene una participación en el campeonato del mundo (Doha 2019) en la que se ubicó en el quinto puesto de la final de la prueba.

## Trayectoria deportiva
Inició su instrucción en el atletismo a la edad de 4 años, y a partir de los 16 comenzó a participar en torneos internacionales en categoría juvenil, como el campeonato sudamericano sub-18 en Mendoza (Argentina) en las carreras de vallas de 100 y 400 m. Para 2013 tomó parte de los Juegos Deportivos Centroamericanos de San José en el que obtuvo la medalla de plata en la prueba de los 400 m vallas con un registro de 1:04,72. En el 2014 se adjudicó los títulos de campeona centroamericana júnior en la ciudad de Managua en los 100 m lisos (12,35 s) y los 100 m vallas (13,80 s), y también asistió al campeonato mundial júnior de Eugene en el que llegó a semifinales.
Para el 22 de mayo de 2017, Vargas se adjudicó el nuevo récord nacional de los 100 m vallas con un tiempo de 13,59 s. Dicha marca la rebajó en La Habana el 26 de mayo (13,53 s) y posteriormente el 10 de diciembre en los Juegos Deportivos Centroamericanos de Managua con una marca de 13,12 s.
Para el 2018 logró una tarjeta de invitación para participar en el mundial de atletismo en pista cubierta de Birmingham en la prueba de los 60 m vallas, por lo que se convirtió en la primera atleta femenina de su país en asistir al evento. Vargas no pasó de la ronda preliminar con un registro de 8,34 s. A esta experiencia siguieron nuevas marcas personales: corrió 13,06 s en el mes de junio en San José, y posteriormente en Ciudad de Guatemala, en el mes de julio, donde rebajó el tiempo por primera vez a menos de 13 s con un registro de 12,95 s. Así se presentó a los Juegos Centroamericanos y del Caribe de Barranquilla donde se alzó con la medalla de oro con una marca de 12,90 s, la primera para una atleta femenina de Costa Rica en la historia de los juegos. 
Después tomó parte del Campeonato Nacac de Toronto en el que fue tercera con una marca de 12,91 s, mientras que en el campeonato iberoamericano de Trujillo se adjudicó otro primer puesto al registrar un tiempo de 13,04 s.
En la temporada 2019 Vargas tenía importantes compromisos internacionales en los Juegos Panamericanos y el campeonato mundial. Como preparación a dichos eventos, en abril tomó parte del Grande Prêmio Brasil Caixa de Atletismo en la que fue primera con un tiempo de 12,78 s, y en junio del Racers Grand Prix de Jamaica en la que fue cuarta con 12,93 s. Ya en agosto se presentó a sus primeros Juegos Panamericanos, celebrados en Lima, en los que inició con una nueva marca personal de 12,75 s en la carrera preliminar —válida para su clasificación a los Juegos Olímpicos de Tokio— y en la final se adjudicó la medalla de oro con un registro de 12,82 s, en lo que era el primer triunfo para una mujer costarricense en el atletismo panamericano, y el segundo desde la victoria de Nery Brenes en 2011.
Tras correr en Europa, precisamente en Bellinzona (2ª con 12,86 s) y Zagreb (3ª con 12,84 s), asistió a su primer campeonato del mundo, el cual tuvo lugar en Doha. Su participación fue meritoria al rebajar progresivamente sus marcas personales: 12,68 s en preliminares y 12,65 s en semifinales como el octavo mejor tiempo en la tabla general lo que le dio el pase a la final de la prueba, lo que la convirtió en la primera costarricense en lograrlo en un mundial de atletismo. El día de la disputa por las medallas Vargas se ubicó en la quinta posición con un tiempo de 12,64 s, nuevo registro personal.

## Vida privada
Vargas tiene una licenciatura en Derecho, y desde la categoría juvenil ha tenido como entrenadora a su propia madre, Dixiana Mena, que también tiene a su cargo la preparación de su otra hija, Noelia Vargas, en la especialidad de marcha.